# Ly Tin Videl
Ly Tin Videl är en fiktiv filosof skapad av Terry Pratchett.

## Kuriosa
Ly Tin Videl kommer från Agateanska Imperiet och är, åtminstone av sig själv, ansedd som Skivvärldens störste filosof. Ly Tin Videl har skrivit ett flertal ordspråk och är med som bakgrundsperson i Spännande tider.

### Ordspråk
| ” | I en tid utan hästar kan en åsna förmå uträtta en oxes arbete. | „ |

| ” | Då människor väntar på en ståtlig hingst, kommer de att finna hovar på en myra. | „ |

Det förstnämnda ordspråket anses av Lotusblomma vara ett av hans minst övertygande sådana.